# Barel Mouko
Barel Mouko (ur. 5 kwietnia 1979 w Pointe-Noire) – kongijski piłkarz występujący na pozycji bramkarza w klubie DC Motema Pembe.

## Kariera klubowa
Barel Mouko karierę zawodniczą rozpoczął w klubie ze swojego miasta, CS La Mancha. Następnie wyjechał do sąsiedniego Gabonu, by reprezentować barwy klubu AS Stade Mandji. W 2001 roku wyjechał do Francji, do klubu FC Massy 91. W 2002 roku zmienił zespół na FC Issey-Moulineaux. W 2003 roku Mouko przeszedł do klubu z Ligue 2, Dijon FCO. W ciągu 5 sezonów spędzonych w drużynie z Burgundii zagrał w 158 meczach ligowych. Następnie grał w klubie FC Gueugnon, by w 2009 roku przejść do Lille OSC. W sezonie 2009/2010 grał w rezerwach tej drużyny. W 2015 roku wróćił do Konga i do 2016 grał w klubie AC Léopards. W 2017 ponownie był zawodnikiem CS La Mancha, a następnie przeszedł do DC Motema Pembe.
| Sezon   | Klub        | Kraj    | Rozgrywki | Mecze | Bramki | Rozgrywki Europy   | Mecze | Bramki |
| ------- | ----------- | ------- | --------- | ----- | ------ | ------------------ | ----- | ------ |
| 2003/04 | Dijon FCO   | Francja | National  | 31    | 0      | -                  | -     | -      |
| 2004/05 | Dijon FCO   | Francja | Ligue 2   | 33    | 0      | -                  | -     | -      |
| 2005/06 | Dijon FCO   | Francja | Ligue 2   | 35    | 0      | -                  | -     | -      |
| 2006/07 | Dijon FCO   | Francja | Ligue 2   | 36    | 0      | -                  | -     | -      |
| 2007/08 | Dijon FCO   | Francja | Ligue 1   | 23    | 0      | -                  | -     | -      |
| 2008/09 | FC Gueugnon | Francja | National  | 20    | 0      | -                  | -     | -      |
| 2009/10 | Lille OSC   | Francja | Ligue 1   | 0     | 0      | Liga Europy UEFA   | 0     | 0      |
| 2010/11 | Lille OSC   | Francja | Ligue 1   | 0     | 0      | Liga Europy UEFA   | 1     | 0      |
| 2011/12 | Lille OSC   | Francja | Ligue 1   | 0     | 0      | Liga Mistrzów UEFA | 0     | 0      |
| 2012/13 | Lille OSC   | Francja | Ligue 1   | 3     | 0      | Liga Mistrzów UEFA | 0     | 0      |
| 2013/14 | Lille OSC   | Francja | Ligue 1   | 0     | 0      | -                  | -     | -      |

## Kariera reprezentacja
Mouko w reprezentacji Konga zadebiutował 10 listopada 1999 w wygranym 2:1 towarzyskim meczu z Gwineą Równikową, rozegranym w Libreville. W 2000 roku był powołany do kadry na Puchar Narodów Afryki 2000, jednak nie rozegrał żadnego meczu na tym turnieju. Od 1999 do 2018 roku rozegrał w kadrze narodowej 53 mecze i strzelił 1 gola.